# Lijst van gemeenten in het departement Vosges
Hieronder volgt een lijst van de 515 gemeenten (communes) in het Franse departement departement Vosges (departement 88).

## A
Les Ableuvenettes
- Ahéville
- Aingeville
- Ainvelle
- Allarmont
- Ambacourt
- Ameuvelle
- Anglemont
- Anould
- Aouze
- Arches
- Archettes
- Aroffe
- Arrentès-de-Corcieux
- Attignéville
- Attigny
- Aulnois
- Aumontzey
- Autigny-la-Tour
- Autreville
- Autrey
- Auzainvilliers
- Avillers
- Avrainville
- Avranville
- Aydoilles

## B
Badménil-aux-Bois
- La Baffe
- Bains-les-Bains
- Bainville-aux-Saules
- Balléville
- Ban-de-Laveline
- Ban-de-Sapt
- Ban-sur-Meurthe-Clefcy
- Barbey-Seroux
- Barville
- Basse-sur-le-Rupt
- Battexey
- Baudricourt
- Bayecourt
- Bazegney
- Bazien
- Bazoilles-et-Ménil
- Bazoilles-sur-Meuse
- Beaufremont
- Beauménil
- Begnécourt
- Bellefontaine
- Belmont-lès-Darney
- Belmont-sur-Buttant
- Belmont-sur-Vair
- Belrupt
- Belval
- Bertrimoutier
- Bettegney-Saint-Brice
- Bettoncourt
- Le Beulay
- Biécourt
- Biffontaine
- Blémerey
- Bleurville
- Blevaincourt
- Bocquegney
- Bois-de-Champ
- Bonvillet
- Boulaincourt
- La Bourgonce
- Bouxières-aux-Bois
- Bouxurulles
- Bouzemont
- Brantigny
- Brechainville
- La Bresse
- Brouvelieures
- Brû
- Bruyères
- Bulgnéville
- Bult
- Bussang

## C
Celles-sur-Plaine
- Certilleux
- Chamagne
- Champdray
- Champ-le-Duc
- Chantraine
- La Chapelle-aux-Bois
- La Chapelle-devant-Bruyères
- Charmes
- Charmois-devant-Bruyères
- Charmois-l'Orgueilleux
- Châtas
- Châtel-sur-Moselle
- Châtenois
- Châtillon-sur-Saône
- Chauffecourt
- Chaumousey
- Chavelot
- Chef-Haut
- Cheniménil
- Chermisey
- Circourt
- Circourt-sur-Mouzon
- Claudon
- Ban-sur-Meurthe-Clefcy
- Clérey-la-Côte
- Le Clerjus
- Cleurie
- Clézentaine
- Coinches
- Colroy-la-Grande
- Combrimont
- Contrexéville
- Corcieux
- Cornimont
- Courcelles-sous-Châtenois
- Coussey
- Crainvilliers
- La Croix-aux-Mines

## D
Damas-aux-Bois
- Damas-et-Bettegney
- Damblain
- Darney
- Darney-aux-Chênes
- Darnieulles
- Deinvillers
- Denipaire
- Derbamont
- Destord
- Deycimont
- Deyvillers
- Dignonville
- Dinozé
- Docelles
- Dogneville
- Dolaincourt
- Dombasle-devant-Darney
- Dombasle-en-Xaintois
- Dombrot-le-Sec
- Dombrot-sur-Vair
- Domèvre-sur-Avière
- Domèvre-sur-Durbion
- Domèvre-sous-Montfort
- Domfaing
- Domjulien
- Dommartin-aux-Bois
- Dommartin-lès-Remiremont
- Dommartin-lès-Vallois
- Dommartin-sur-Vraine
- Dompaire
- Dompierre
- Domptail
- Domrémy-la-Pucelle
- Domvallier
- Doncières
- Dounoux

## E
Éloyes
- Entre-deux-Eaux
- Épinal
- Escles
- Esley
- Essegney
- Estrennes
- Étival-Clairefontaine
- Évaux-et-Ménil

## F
Faucompierre
- Fauconcourt
- Fays
- Ferdrupt
- Fignévelle
- Fiménil
- Florémont
- Fomerey
- Fontenay
- Fontenoy-le-Château
- La Forge
- Les Forges
- Fouchécourt
- Frain
- Fraize
- Frapelle
- Frebécourt
- Fremifontaine
- Frenelle-la-Grande
- Frenelle-la-Petite
- Frénois
- Fresse-sur-Moselle
- Fréville
- Frizon

## G
Gelvécourt-et-Adompt
- Gemaingoutte
- Gemmelaincourt
- Gendreville
- Gérardmer
- Gerbamont
- Gerbépal
- Gignéville
- Gigney
- Girancourt
- Gircourt-lès-Viéville
- Girecourt-sur-Durbion
- Girmont
- Girmont-Val-d'Ajol
- Gironcourt-sur-Vraine
- Godoncourt
- Golbey
- Gorhey
- Grand
- La Grande-Fosse
- Grandrupt-de-Bains
- Grandrupt
- Grandvillers
- Granges-sur-Vologne
- Greux
- Grignoncourt
- Gruey-lès-Surance
- Gugnécourt
- Gugney-aux-Aulx

## H
Hadigny-les-Verrières
- Hadol
- Hagécourt
- Hagnéville-et-Roncourt
- Haillainville
- Harchéchamp
- Hardancourt
- Haréville
- Harmonville
- Harol
- Harsault
- Hautmougey
- La Haye
- Hennecourt
- Hennezel
- Hergugney
- Herpelmont
- Houécourt
- Houéville
- Housseras
- La Houssière
- Hurbache
- Hymont

## I
Igney
- Isches

## J
Jainvillotte
- Jarménil
- Jeanménil
- Jésonville
- Jeuxey
- Jorxey
- Jubainville
- Jussarupt
- Juvaincourt

## L
Lamarche
- Landaville
- Langley
- Laval-sur-Vologne
- Laveline-devant-Bruyères
- Laveline-du-Houx
- Légéville-et-Bonfays
- Lemmecourt
- Lépanges-sur-Vologne
- Lerrain
- Lesseux
- Liézey
- Liffol-le-Grand
- Lignéville
- Lironcourt
- Longchamp
- Longchamp-sous-Châtenois
- Lubine
- Lusse
- Luvigny

## M
Maconcourt
- Madecourt
- Madegney
- Madonne-et-Lamerey
- Le Magny
- Malaincourt
- Mandray
- Mandres-sur-Vair
- Marainville-sur-Madon
- Marey
- Maroncourt
- Martigny-les-Bains
- Martigny-les-Gerbonvaux
- Martinvelle
- Mattaincourt
- Maxey-sur-Meuse
- Mazeley
- Mazirot
- Médonville
- Méménil
- Ménarmont
- Ménil-en-Xaintois
- Ménil-de-Senones
- Ménil-sur-Belvitte
- Le Ménil
- Midrevaux
- Mirecourt
- Moncel-sur-Vair
- Le Mont
- Mont-lès-Lamarche
- Mont-lès-Neufchâteau
- Monthureux-le-Sec
- Monthureux-sur-Saône
- Montmotier
- Morelmaison
- Moriville
- Morizécourt
- Mortagne
- Morville
- Moussey
- Moyemont
- Moyenmoutier

## N
Nayemont-les-Fosses
- Neufchâteau
- La Neuveville-devant-Lépanges
- La Neuveville-sous-Châtenois
- La Neuveville-sous-Montfort
- Neuvillers-sur-Fave
- Nomexy
- Nompatelize
- Nonville
- Nonzeville
- Norroy
- Nossoncourt

## O
Oëlleville
- Offroicourt
- Ollainville
- Oncourt
- Ortoncourt

## P
Padoux
- Pair-et-Grandrupt
- Pallegney
- Parey-sous-Montfort
- Pargny-sous-Mureau
- La Petite-Fosse
- La Petite-Raon
- Pierrefitte
- Pierrepont-sur-l'Arentèle
- Plainfaing
- Pleuvezain
- Plombières-les-Bains
- Pompierre
- Pont-lès-Bonfays
- Pont-sur-Madon
- Portieux
- Les Poulières
- Poussay
- Pouxeux
- Prey
- Provenchères-lès-Darney
- Provenchères-sur-Fave
- Le Puid
- Punerot
- Puzieux

## R
Racécourt
- Rainville
- Rambervillers
- Ramecourt
- Ramonchamp
- Rancourt
- Raon-aux-Bois
- Raon-l'Étape
- Raon-sur-Plaine
- Rapey
- Raves
- Rebeuville
- Regnévelle
- Regney
- Rehaincourt
- Rehaupal
- Relanges
- Remicourt
- Remiremont
- Remoncourt
- Remomeix
- Removille
- Renauvoid
- Repel
- Robécourt
- Rochesson
- Rocourt
- Rollainville
- Romain-aux-Bois
- Romont
- Les Rouges-Eaux
- Le Roulier
- Rouvres-en-Xaintois
- Rouvres-la-Chétive
- Roville-aux-Chênes
- Rozerotte
- Rozières-sur-Mouzon
- Rugney
- Ruppes
- Rupt-sur-Moselle

## S
Saint-Amé
- Sainte-Barbe
- Saint-Baslemont
- Saint-Benoît-la-Chipotte
- Saint-Dié-des-Vosges
- Saint-Étienne-lès-Remiremont
- Saint-Genest
- Saint-Gorgon
- Sainte-Hélène
- Saint-Jean-d'Ormont
- Saint-Julien
- Saint-Léonard
- Sainte-Marguerite
- Saint-Maurice-sur-Mortagne
- Saint-Maurice-sur-Moselle
- Saint-Menge
- Saint-Michel-sur-Meurthe
- Saint-Nabord
- Saint-Ouen-lès-Parey
- Saint-Paul
- Saint-Pierremont
- Saint-Prancher
- Saint-Remimont
- Saint-Remy
- Saint-Stail
- Saint-Vallier
- La Salle
- Sanchey
- Sandaucourt
- Sans-Vallois
- Sapois
- Sartes
- Le Saulcy
- Saulcy-sur-Meurthe
- Saulxures-lès-Bulgnéville
- Saulxures-sur-Moselotte
- Sauville
- Savigny
- Senaide
- Senones
- Senonges
- Seraumont
- Sercœur
- Serécourt
- Serocourt
- Sionne
- Socourt
- Soncourt
- Soulosse-sous-Saint-Élophe
- Suriauville
- Le Syndicat

## T
Taintrux
- Tendon
- Thaon-les-Vosges
- They-sous-Montfort
- Thiéfosse
- Le Thillot
- Thiraucourt
- Le Tholy
- Les Thons
- Thuillières
- Tignécourt
- Tilleux
- Tollaincourt
- Totainville
- Trampot
- Tranqueville-Graux
- Trémonzey

## U
Ubexy
- Uriménil
- Urville
- Uxegney
- Uzemain

## V
La Vacheresse-et-la-Rouillie
- Vagney
- Le Val-d'Ajol
- Valfroicourt
- Valleroy-aux-Saules
- Valleroy-le-Sec
- Les Vallois
- Le Valtin
- Varmonzey
- Vaubexy
- Vaudéville
- Vaudoncourt
- Vaxoncourt
- Vecoux
- Velotte-et-Tatignécourt
- Ventron
- Le Vermont
- Vervezelle
- Vexaincourt
- Vicherey
- Vienville
- Vieux-Moulin
- Villers
- Ville-sur-Illon
- Villoncourt
- Villotte
- Villouxel
- Viménil
- Vincey
- Viocourt
- Vioménil
- Vittel
- Viviers-le-Gras
- Viviers-lès-Offroicourt
- La Voivre
- Les Voivres
- Vomécourt
- Vomécourt-sur-Madon
- Vouxey
- Vrécourt
- Vroville

## W
Wisembach

## X
Xaffévillers
- Xamontarupt
- Xaronval
- Xertigny
- Xonrupt-Longemer

## Z
Zincourt